# Абрамов, Николай Прокопьевич
Николай Прокопьевич (Прокофьевич) Абрамов (30 апреля 1903 — 10 мая 1978) — советский военачальник, генерал-майор авиации (1943), участник Советско-финской и Великой Отечественной войн.

## Биография
Николай Прокопьевич Абрамов родился 30 апреля 1903 года в городе Москве. 7 августа 1922 года был призван на службу в Рабоче-Крестьянскую Красную Армию. Участвовал в советско-финской войне.
В годы Великой Отечественной войны Абрамов служил на ответственных должностях в штабах крупных соединений Военно-воздушных сил Красной Армии. В июне 1941 года назначен начальником штаба 7-го истребительного авиационного корпуса, в январе 1942 года — начальником штаба ВВС 54-й армии, в августе 1942 года — начальником штаба 279-й истребительной авиационной дивизии.
Занимался организацией работ по обороне аэродромов, маскировке материальной части от вражеских авиационных налётов. Во время битвы за Ленинград Абрамов стал первоорганизатором внедрения ночной аэрофотосъёмки объектов противника с самолётов «СБ», широко прививал в частях наведение своих самолётов в воздухе по радио на вражеские. Как начальник штаба, планировал сброс грузов и парашютистов на оккупированную немецкими войсками территории.
В январе 1943 года Абрамов был назначен на должность начальника штаба 14-й воздушной армии. В этой должности он сыграл большую роль в организации её боевых действий в период операции по прорыву блокады Ленинграда, сумев разработать план боевого применения авиации во взаимодействии с наземными войсками. Большое внимание Абрамов уделял обобщению и распространению среди личного состава опыта боевой работы частей и соединений. Вскоре после завершения операции, 17 марта 1943 года, ему было присвоено воинское звание генерал-майора авиации.
После окончания войны генерал Абрамов служил начальником штаба Управления Военно-воздушных сил Одесского военного округа. 
В феврале 1948 года был уволен в запас. Умер 10 мая 1978 года.

## Награды
- Орден Ленина (6 ноября 1947 года);
- Орден Красного Знамени (3 ноября 1944 года);
- Орден Отечественной войны 1-й степени (19 августа 1944 года);
- 2 ордена Красной Звезды (7 апреля 1940 года, 23 ноября 1942 года);
- Медаль «За оборону Ленинграда» и другие медали.